# 11203 Danielbetten
11203 Danielbetten eller 1999 FV26 är en asteroid i huvudbältet som upptäcktes den 19 mars 1999 av LINEAR i Socorro County, New Mexico. Den är uppkallad efter Daniel Price Betten.